# Doumé (ort i Kamerun)
Doumé är en ort i Kamerun.   Den ligger i regionen Östra regionen, i den centrala delen av landet, 220 km öster om huvudstaden Yaoundé. Doumé ligger 630 meter över havet och antalet invånare är 5 581.
Terrängen runt Doumé är huvudsakligen platt. Doumé ligger nere i en dal. Trakten runt Doumé är mycket glesbefolkad, med 6 invånare per kvadratkilometer. Det finns inga andra samhällen i närheten. I omgivningarna runt Doumé växer i huvudsak städsegrön lövskog.